# Basma El Euchi
Basma El Euchi (arabe : بسمه العشي), née en 1977 à Sfax, est une actrice tunisienne.

## Biographie
Née en 1977 à Sfax, elle est titulaire d'une maîtrise en études théâtrales de l'Institut supérieur d'art dramatique de Tunis et d'un master en théorie de l'art de l'Institut supérieur des beaux-arts de Tunis.
Professeure de théâtre en collèges depuis 2002, elle écrit en 2017 la pièce Blood Moon produite par le théâtre El Hamra de Tunis. Elle est militante auprès de l'association L'Art vivant depuis 2012.

## Cinéma

### Longs métrages
- 2005 : Junun de Fadhel Jaïbi
- 2006 : Ellombara d'Ali Abidi[2]
- 2014 : Bab El Falla de Mosleh Kraïem
- 2015 : Narcisse de Sonia Chamkhi

### Courts métrages
- 2006 : Le Rendez-vous (Ahlem) de Sarra Abidi[3]
- 2010 : Prestige de Walid Tayaa[4]
- 2014 : Feu de Nejma Zeghidi
- 2014 : Chtar 50 de Nejma Zeghidi

## Théâtre
- 2001 : Junun, texte de Jalila Baccar avec une mise en scène de Fadhel Jaïbi[1]
- 2006 : Corps otages (Khamsoun), texte de Jalila Baccar avec une mise en scène de Fadhel Jaïbi[5],[1]
- 2010 : Yahia Yaïch (Amnesia), texte et mise en scène de Jalila Baccar et Fadhel Jaïbi[5],[1]
- 2017 : Dès que je t'ai vu, texte et mise en scène de Salah Felah[6]